# NGC 488
NGC 488 é uma galáxia espiral (Sb) localizada na direcção da constelação de Pisces. Possui uma declinação de +05° 15' 21" e uma ascensão recta de 1 horas, 21 minutos e 46,6 segundos.
A galáxia NGC 488 foi descoberta em 13 de Dezembro de 1784 por William Herschel.